# マイルス・スタンディッシュ
マイルス・スタンディッシュ（英: Myles Standish、1584年頃 - 1656年10月3日）は、イングランドの軍人。アメリカのマサチューセッツ湾岸に設立されたプリマス植民地のピルグリムから軍事顧問として雇われた。1620年、メイフラワー号に乗ってアメリカに渡り、プリマス植民地の始まりから管理と防衛に関して指導的な役割を果たした。1621年2月17日、プリマス植民地民兵隊がスタンディッシュを初代指揮官に選出し、その生涯を通じて指揮官に選び続けることになった。イングランドではプリマス植民地の代理人となり、プリマス植民地では総督補や財務官を務めた。現在のマサチューセッツ州ダクスベリー町の最初の開拓者かつ設立者でもある。
スタンディッシュの軍事指揮官として決定的な性格は、ネマスケット襲撃とウェサガセット虐殺と呼ばれる、インディアンの別々の集団に対する少なくとも2回の攻撃（あるいは小競り合い）となった先制攻撃に現れた性癖に示されていた。スタンディッシュはこれらの行動の間に軍人としてのかなりの勇気と技能を示したが、インディアンを怒らせ、植民地の中庸な開拓者達を困らせることになった残忍さも示した。
プリマス植民地のためにスタンディッシュが行った最後期の軍事行動は1635年のペノブスコット遠征であり、失敗だった。1640年代までに、現役の軍人としての役割を諦め、ダクスベリーの農園で静かな余生を送るようになっていた。成長を続けるプリマス植民地の軍事力では事実上指揮官を続けたが、顧問を務めるのを好んだように見られる。1656年に72歳のときにダクスベリーの自宅で死亡した。その人生の大半でピルグリムの植民地を支援し防衛したが、スタンディッシュが教会の礼拝に出席したことを示す証拠は無い。
幾つかの町や軍事施設がスタンディッシュの名前を冠しており、またその記憶のために記念碑が建てられている。大衆文化の中でスタンディッシュの事績を描いた作品では、ヘンリー・ワズワース・ロングフェローが1858年に著した『マイルス・スタンディッシュの交際』が名高い。フィクション性が強いがスタンディッシュを臆病なロマンティストとして描いている。19世紀には極めて人気が高く、アメリカの文化におけるピルグリムの話を語る時に重要な役割を果たした。

## 伝記

### 出生と軍人としての初期経歴
マイルス・スタンディッシュの誕生や幼年時代について、はっきりしたことはほとんど知られていない。誕生地は歴史家の間で150年以上も議論の対象になっていた。その議論の中心は、1656年にプリマス植民地で書かれたマイルス・スタンディッシュの遺書に使われていた言葉であり、その遺産について次のように書いていた。
私は息子で承継者のアレクサンダー・スタンディッシュに、合法的な子孫による承継として私の土地全てを与える。オームスカーク、バースカウ、ライティントン・モーズリ・ニューバーグ、クロストン、アイル・オブ・マンの土地である。また[マンチェスター都市圏の]スタンディッシュ町のスタンディッシュ家から私の曽祖父が2番目の弟である私に密かに留保されていた合法的な権利を与える
スタンディッシュが挙げている地名は、アイル・オブ・マンを除き、全てイングランドのランカシャーにあり、このことからスタンディッシュは恐らくランカシャーのチョーリー町近くで生まれた可能性があり、スタンディッシュ家の分家がダクスベリー・ホールという邸宅を所有していたと結論付ける場合がある。しかし、スタンディッシュをダクスベリー・ホールのスタンディッシュ家に結び付けることは、決定的なものではないことがわかっている。競合する説は、スタンディッシュがアイル・オブ・マンに言及していることを挙げ、マイルスはスタンディッシュ家のマンクス分家に属すると論じている。どちらにしても、スタンディッシュの誕生地について文書による決定的な証拠は無い。
スタンディッシュの出生と幼年時代に関する恐らく最良の資料は、プリマス植民地の書記官ナサニエル・モートンが1669年に出版した『ニューイングランドの記録』に記したものであり、次のように書かれていた。
（スタンディッシュは）ランカシャー生まれの紳士であり、スタンディッシュ家の2番目の弟である曽祖父から、密かに彼に留保されていた広大な土地や家屋の承継者である。彼は若い時にオランダに行き、そこで軍人となり、ライデンで教会と親しみ、ニューイングランドに渡って、ニュープリマスのプランテーションを設立するために他の開拓者と協力し、初期の困難さを深く共有し、常に彼らの関心事に対して大変誠実だった
。

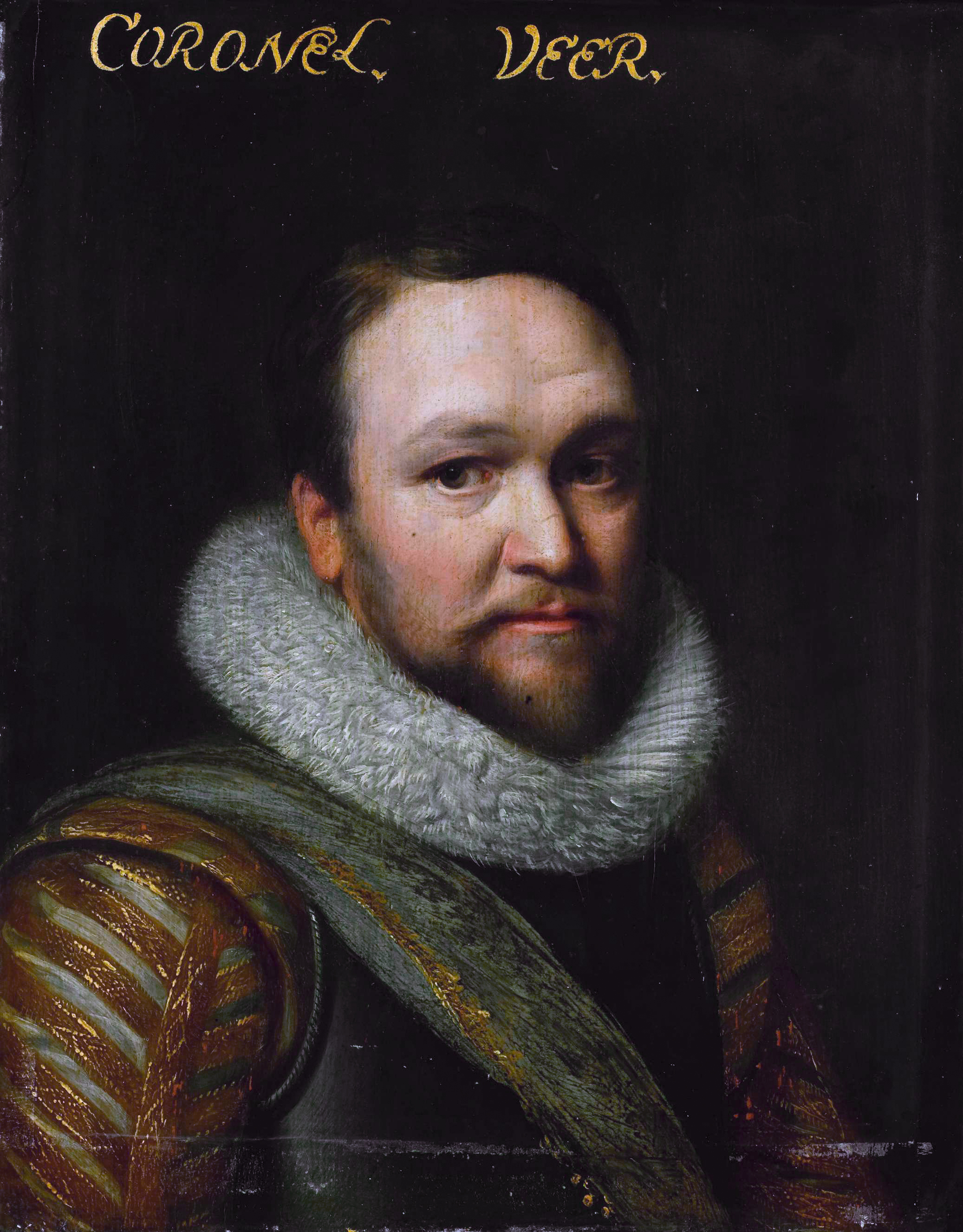
ホレス・ビア卿、八十年戦争でイギリス軍がオランダでオーステンデ包囲を行ったときの指揮官。スタンディッシュが仕えた

スタンディッシュが軍人としてオランダで（モートンが「低地」と言及している）経歴を積み始めた事情はほとんど曖昧なままである。当時のオランダ共和国はスペインとの八十年戦争を戦っていた。イングランドのエリザベス女王は、プロテスタントのオランダ共和国を支持することを選び、軍隊を派遣してオランダでスペインと戦った。ナサニエル・フィルブリックのような歴史家はスタンディッシュのことを「傭兵」と呼んでおり、オランダでの機会を求める資産家に雇われた軍人だったことを示唆している。別の歴史家ジャスティン・ウィンザーは、スタンディッシュがイギリス陸軍から中尉の任官を受けており、オランダで大尉に昇進したと主張している。ピルグリムの歴史について指導的な学者であるジェレミー・バングスは、スタンディッシュがイギリスの将軍ホレス・ビアの下に仕えた可能性があると述べている。ビアは他でもなくランカシャーとアイル・オブ・マンの両地で徴兵しており、当時スタンディッシュがいたオランダでイギリス軍を率いた。
スタンディッシュが任官された士官であるか、傭兵であるか、あるいはその双方であるかにしろ、1603年頃にオランダに来ており、歴史家のチューダー・ジェンクスに拠れば、ビアのイギリス軍が関わったオーステンデ包囲戦に従軍していた。その後、スペインとオランダ共和国の間で成立した12年間の休戦（1609年-1621年）によって、スタンディッシュの軍務が終わったはずだが、学者たちはスタンディッシュが軍人のままだったかについては確信を持っていない。
スタンディッシュが1620年の文書に現れたときは、オランダのライデンで生活しており、ピルグリムから軍事的な事項に関する助言者として行動するべく雇われていた。当時のスタンディッシュは既に大尉という肩書を使っていた。この重要な地位に対する候補者を検討するとき、ピルグリムはまずジョン・スミス船長と関わることを望んだ。バージニアのジェームズタウンでイギリス植民地を設立した者の1人として、スミスは北アメリカの海岸を探検し、地図を作っていた。ピルグリム達がスミスに新世界に戻る意思を問うたとき、スミスは興味を示した。その経歴が魅力ある候補者としていたが、ピルグリムは最終的にスミスを採用しなかった。その報酬額があまりに高く、ピルグリムはスミスが有名で性格が大胆であることで専制者になるのではないかと恐れた。
スタンディッシュは当時妻のローズと共にライデンで暮らしており、明らかにピルグリムの意図を知っていた。1620年夏、スタンディッシュ夫妻は新世界に向かうピルグリムと共に旅立った。

### メイフラワー号

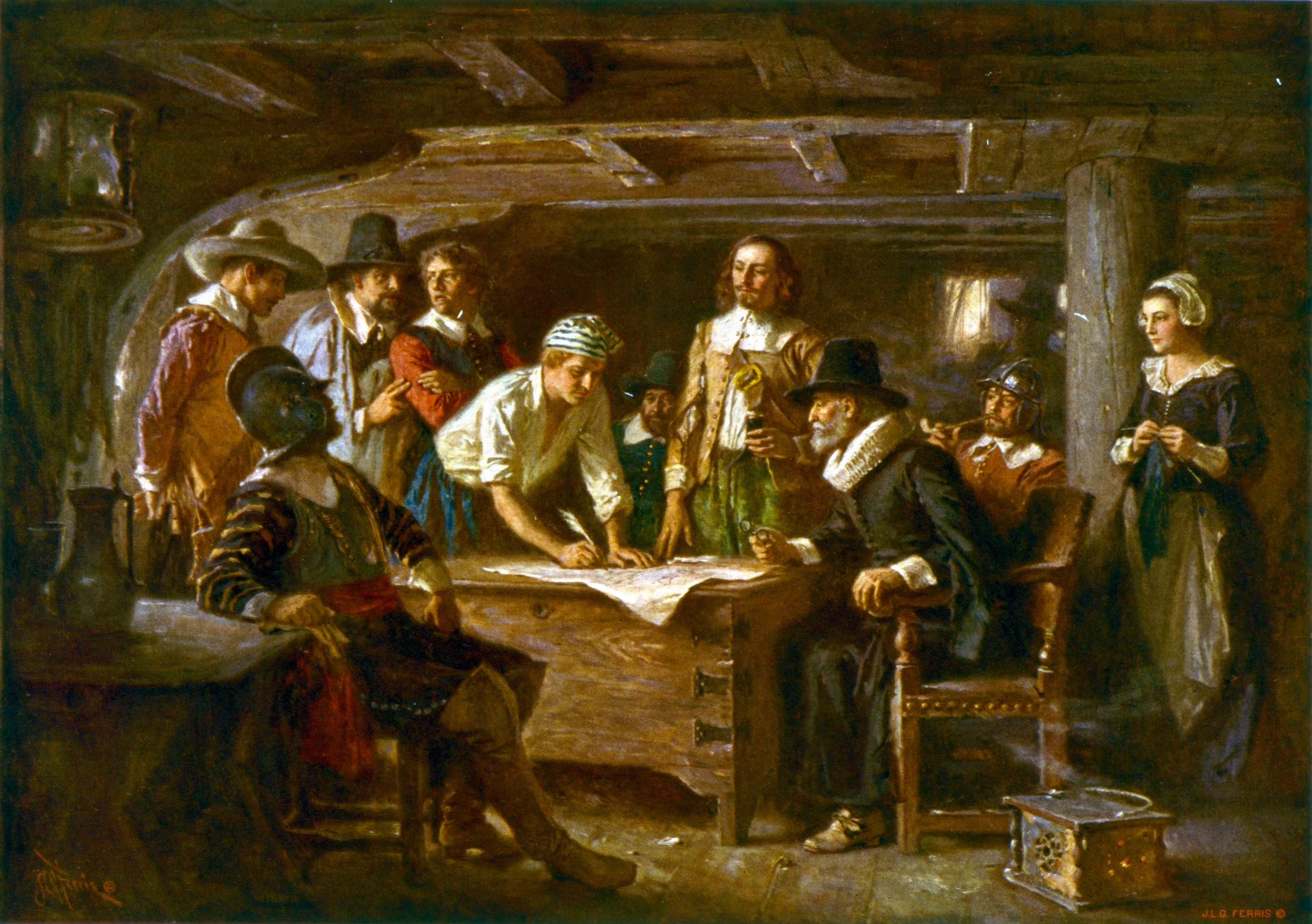
メイフラワー誓約、ジャン・レオン・ジェローム・フェリス画

メイフラワー号は1620年9月6日、イングランドのプリマスを出港し、乗客102人と乗組員約30人を乗せた、全長100フィート (30 m) の小さな船だった。大西洋での1か月目、海は厳しくなかったが、2か月目までに強い北大西洋の冬の強風に吹かれるようになり、酷く揺すられ、水が漏れ、構造的な損傷も受けた。死者が2人出ていたが、これはケープコッドに到着してから起こることへのほんの前兆に過ぎず、最初の冬の間に開拓者の半数が死ぬことになった。
1620年11月9日、イギリス海岸を一か月遅れで出発して海上に2か月あった後に、ケープコッドと呼んだ陸地を見つけた。元々の目的地であるバージニア植民地に行くために南に向かおうと数日間試みた後、冬の強風のためにケープコッドに戻されることになり、現在のマサチューセッツ州プロビンスタウンで停泊した。11月11日にはそこで錨を降ろした。食料が不足して来ており、このケープコッドかその近くに入植する必要があると明らかになると、植民地の指導者達は、メイフラワー誓約を書いて、入植するにも法的な権利の無いこの場所における法と秩序を確保することに決めた。マイルス・スタンディッシュはこの誓約に署名した順番で4人目だった。

### プリマス植民地の設立
メイフラワー号がケープコッド沖に停泊している間に、スタンディッシュは植民地の指導者達に、1隊を率いて岸に上がり、入植に適当な場所を見つけることを認めるよう提案した。1620年11月15日、スタンディッシュは16人の男たちを率い、ケープコッド北側の探検に徒歩で向かった。12月11日、スタンディッシュを含む18人の開拓者集団が、ボートを使ってケープコッド海岸の広範な探検を行った。開拓者隊は夜には岸に上がり、木の枝を使った間に合わせのバリケードに囲まれて過ごしていたが、ある夜に30人ほどのインディアン集団に攻撃された。当初イングランド人は恐慌に陥ったが、スタンディッシュが彼らを落ち着かせ、その火縄銃を不必要に発砲しないよう諭した。この出来事は「最初の遭遇」と呼ばれ、現在のマサチューセッツ州イースサムで起きていた。
更に探検を進めた後で、1620年12月遅くにピルグリムは現在のプリマス湾岸に入植地を選定した。スタンディッシュは小さな砦を置く場所について重大な助言を行い、大砲を据え、防衛力を最大にするように家屋の配置を決めた。部屋が1室しかない家1軒が建設されたときに、病気に襲われた。最初に到着した100人の開拓者のうち、僅か50人が最初の冬を生き残った。スタンディッシュの妻ローズは1621年1月に死んだ。
スタンディッシュ自身は病気にもならなかった数少ない者の1人であり、ウィリアム・ブラッドフォード（その後プリマス植民地の総督になった）は、スタンディッシュが多くの者を慰め、病気になった者の力の源になったと証言していた。スタンディッシュはブラッドフォードが病気になったときに介抱しており、これがその後長く続く友情の始まりとなった。ブラッドフォードはその生涯の大半で植民地総督の地位を保持しており、必要に応じてスタンディッシュと密接に協力した。性格面で見るとこの二人は正反対であり、ブラッドフォードは忍耐強くて判断は遅く、一方スタンディッシュは酷く気短かなことで知られていた。このような違いがあったにも拘わらず、二人は植民地を経営し、向かってくる危険に対応することではよく協業した。

### プリマス植民地の防衛
1621年2月までに、開拓者はインディアンを数回目にしていたが、対話は起きていなかった。彼らの敵対行動が起こった場合の対応に備えていたときの1621年2月17日、植民地の男性が集まって、肉体的に行動できる男性によって民兵隊を結成し、スタンディッシュをその指揮官に選んだ。プリマス植民地の指導者達は既にその役目でスタンディッシュを雇っていたが、この選挙によって民主的な手続きによってその地位を確認することになった。プリマス植民地の男たちは、スタンディッシュが生きている間、指揮官に選び続けることになった。スタンディッシュは民兵隊大尉として、パイクやマスケット銃の使い方を隊員に定期的に訓練した。
インディアンとの接触は1621年3月に、英語を話すアベナキ族インディアン、サモセットを通じてだった。サモセットは近くにいるポカノケット族酋長のマサソイトとピルグリムとの会見を手配した。3月22日、プリマス植民地初代総督のジョン・カーバーがマサソイトとの条約に調印し、ポカノケット族とイングランド人の同盟を宣言し、両者は必要に応じて互いを守ることを求めた。カーバー総督は同年に死亡し、その条約を守る責任は後継総督となったウィリアム・ブラッドフォードに降りかかった。歴史家のナサニエル・フィルブリックが述べているように、ブラッドフォードとスタンディッシュは、マサチューセッツ族やナラガンセット族など他部族からピルグリムとポカノケット族双方に対して与えられる脅威に対応するという、複雑な任務に煩わされることが多かった。脅威が高まると、スタンディッシュはそのライバルを唆して脅しをかけるのが通常のやり方だった。そのような行動がブラッドフォードを不快にさせることもあったが、ポカノケット族との条約を守る理にかなった手段だと分かっていた。

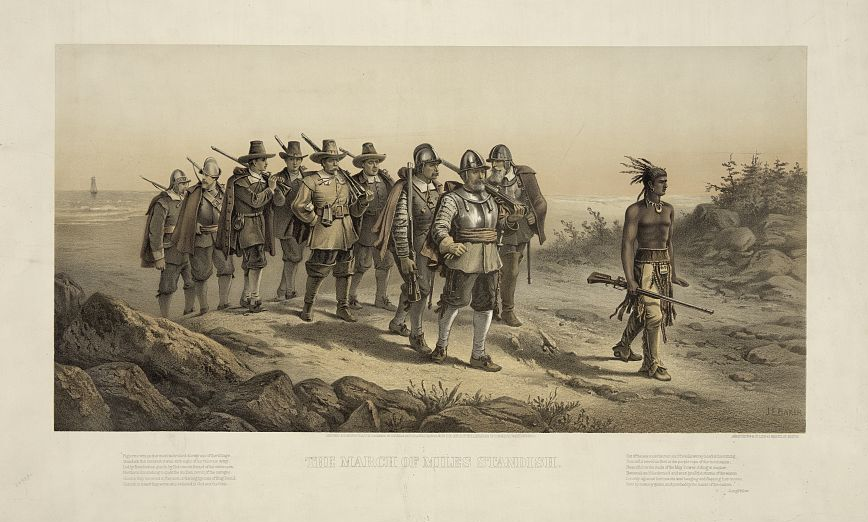
スタンディッシュが率い、ホバモックに案内させたネマスケット族に対する遠征、1873年の石版画

#### ネマスケット襲撃
この条約に対する最初の挑戦は1621年8月に起きた。コービタントという酋長がマサソイトの指導力を落とそうとし始めた。現在ミドルボロの町がある場所にあったポカノケット族のネマスケット集落は、プリマスから約14マイル (23 km) 西にあり、コービタントはメスケットの住人をマサソイトに反抗するように仕向けていた。ブラッドフォードは、ティスクァンタム（イギリス人はスクァントと呼んでいた）とホバモックという2人の信頼できる通訳を送り、ネマスケットで起こっていることを調べさせた。ティスクァンタムはピルグリムに助言し援助する重要人物であり、植民地の生き残りを確かにしていた。ホバモックも影響力ある同盟者であり、プニーズと呼ばれるマサソイトの高位の助言者でもあり、インディアンの間で特別の敬意を抱かれ恐れを持たれる戦士だった。ティスクァンタムとホバモックがネマスケットに着くと、コービタントがティスクァンタムを拘束し、彼を殺すと脅した。ホバモックが逃亡して、プリマスに知らせた。
ブラッドフォードとスタンディッシュは、これがイングランド人とポカノケット族の同盟に対する危険な脅威であることで意見が一致し、直ぐに行動することにした。1621年8月14日、スタンディッシュは10名を率いてネマスケットに向かい、コービタントを殺すことにしていた。スタンディッシュと直ぐに仲良くなっていたホバモックがこの隊を案内した。この二人は残りの人生でも密接な間柄だった。ホバモックは老いてからダクスベリーでスタンディッシュの家を守る者となった。
スタンディッシュはネマスケットに着くと、コービタントが寝ていると考えられるウィグワムに夜襲を掛ける作戦を立てた。その夜、スタンディッシュとホバモックはいきなり隠れ家に飛び込み、コービタントを求めて叫び声を上げた。驚いたポカノケット族が逃げようとしているところに、ウィグワムの外にいたイングランド人がマスケット銃を発砲し、ポカノケット族の男性や女性を負傷させた。彼らは後にプリマスに連れていかれて治療を受けた。スタンディッシュは間もなく、コービタントが既に村から逃亡していたことがわかり、ティスクァンタムは無事であることも分かった。
スタンディッシュはコービタントを捕まえ損ねたがこの襲撃は望んでいた効果を上げた。1621年9月13日、コービタントを含む9人の酋長がプリマスに来て、国王ジェームズに忠誠を誓う条約に調印した。

#### 防御柵

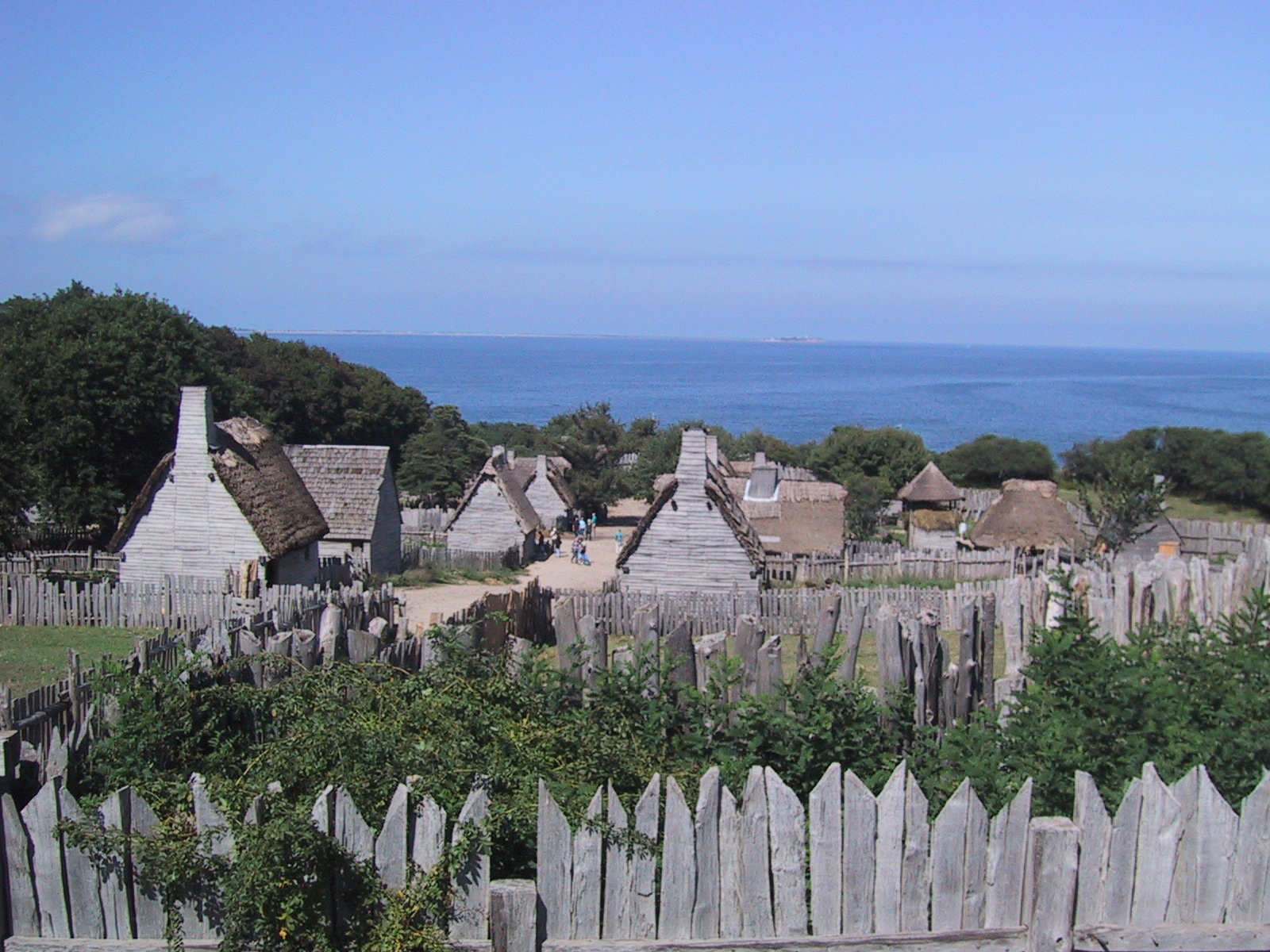
プリマス・プランテーション、プリマスのピルグリムの村を再建したもの、集落を囲む防御柵も見られる

1621年11月、ナラガンセット族から伝令がプリマスに到着し、蛇皮に包まれた一束の矢を届けた。ティスクァンタムとホバモックから、これはナラガンセット族の酋長カノニカスからの脅しであり、侮辱であることを告げられた。現在のロードアイランド州ナラガンセット湾と呼ばれる地帯の西に住んでいたナラガンセット族は、地域でも強力な部族だった。ブラッドフォードは、自分たちが脅しを受けていないと示すために蛇皮に火薬と銃弾を包んで送り返した。
スタンディッシュはこの脅しを真剣に考え、開拓者達にはその小さな村を背の高い真っ直ぐな丸太の柵で囲むよう奨励した。この提案は全長半マイル (0.8 km) になる壁を作ることを意味していた。さらにスタンディッシュは強い門と壁の上から射撃できるようなプラットフォームの建造も推薦した。植民地は新たなフォーチュン号という船が到着したばかりで、人員が増強されていたが、防衛に当たることができるのはそれでも50人に過ぎなかった。このような逆境にも拘わらず、開拓者達はスタンディッシュの推薦した防御柵を3か月ちょうどで作り上げ、1622年3月に完成した。スタンディッシュは民兵を4個中隊に編成し、1個中隊が1つの壁を守ることとし、攻撃された場合にどのように村を守るかを想定した訓練をした。

#### ウェサガセット
より深刻な脅しが北のマサチューセッツ族から起こり、新たなイングランド人開拓者が到着することで緊急度を増した。1622年4月、新しい植民地の先駆けがプリマスに到着した。彼らは商人のトマス・ウェストンから派遣され、プリマスに近いどこかに新しい開拓地を設立することとされていた。彼らはプリマスの北25マイル (40 km)、現在のウェイマス市のあるフォア川の岸を選んだ。その地はウェサガセット植民地と呼ばれた。この管理のまずい植民地の開拓者は、泥棒や無謀な振る舞いでマサチューセッツ族を怒らせた。1623年3月までに、マサソイトは、マサチューセッツ族戦士の影響力ある集団が、ウェサガセットとプリマス両植民地を破壊しようと考えていることを知った。マサソイトはピルグリムに先手を打つよう警告した。ウェサガセット植民地の開拓者の1人、フィネアス・プラットがその開拓地が危険な状態にあることを確認した。プラットはプリマスに脱出し、ウェサガセット植民地のイングランド人は繰り返しマサチューセッツ族から脅されていること、開拓地は常時監視されていること、開拓者は飢えのために死につつあることを報告した。
ブラッドフォードは大衆集会を招集し、ピルグリムはスタンディッシュにホバモックを含む8人の隊を付けてウェサガセットに派遣し、イングランド人開拓地を消滅させようと図っている隊の指導者を殺すことに決めた。この任務はスタンディッシュにとって個人的な考えもあった。ウェサガセットを脅している戦士の一人にネポンセット族のウィトワマットという者がおり、以前にスタンディッシュを侮辱し、脅していた。
スタンディッシュはウェサガセットに到着し、イングランド人の多くがマサチューセッツ族と共に暮らすために立ち去ったことを知った。スタンディッシュは彼らにウェサガセットに戻るよう命じた。スタンディッシュが到着した翌日、マサチューセッツ族戦士でウェサガセット植民地を脅していた集団の指導者であるペックスオットが、ウィトワマットやその他の戦士と共に開拓地にやってきた。スタンディッシュは単に交易をするためにウェサガセットにいると主張したが、ペックスオットはホバモックに「彼があえてしようというときにはじめさせろ。彼は我々に気付かせずにはおれない」と語った。その日遅く、ペックスオットがスタンディッシュに近づいて、彼を見下ろし、「貴方は偉大な大尉だが、小さな男に過ぎない。私は酋長ではないが、大きな力と勇気がある」と告げた。
翌日、スタンディッシュはウェサガセットの1室のみの家屋の一つで、ペックスオットと食事をする手配をした。ペックスオットはウィトワマットと、第3の戦士としてまだ幼い少年（ウィトワマットの弟）および数人の女性を連れてきた。スタンディッシュはその家の中にプリマスの男3人とホバモックを入れさせていた。予め決めていた合図でイングランド人は家のドアを閉め、スタンディッシュがペックスオットを攻撃して、そのナイフで何度も突き刺した。ウィトワマットと、第3の戦士も殺された。スタンディッシュは家を出る時に、他にマサチューセッツ族の戦士2人も殺すよう命じた。スタンディッシュは部下を集め、ウェサガセットの壁の外に出て、マサチューセッツ族の酋長であるオブタキーストを探した。イングランド人は間もなく戦士の集団と共にいたオブタキーストに出逢い、その後に起きた小競り合いの間にオブタキーストが逃亡した。
スタンディッシュはその任務を完遂し、ウィトワマットの首を持ってプリマスに戻った。イングランド人開拓地を破壊しようと企んでいた指導者が殺され、脅威は去ったが、この行動は予想されなかった結果を生んだ。ウェサガセットの開拓地をスタンディッシュは理論上守ろうとしていたが、この出来事のあとは放棄するしかなかった。開拓者の多くはメインのモンヒガン島にあったイングランドの漁業基地に向けて出て行った。この攻撃は地域全体のインディアンの間に恐怖を広げることになった。集落が放棄され、ピルグリムが交易を再開させるのが難しい時期があった。
このときまだライデンにいたジョン・ロビンソン牧師は、スタンディッシュの残忍さを批判した。ブラッドフォードもスタンディッシュのやり方を不快に思ったが、文書に「スタンディッシュ大尉について、我々は彼に自分で答えさせるが、このことで我々は、彼が我々の中の誰よりも頼りになること、世の中のために注意深いことを言わねばならない」と書いて弁護していた。

#### メリーマウント開拓者の散失

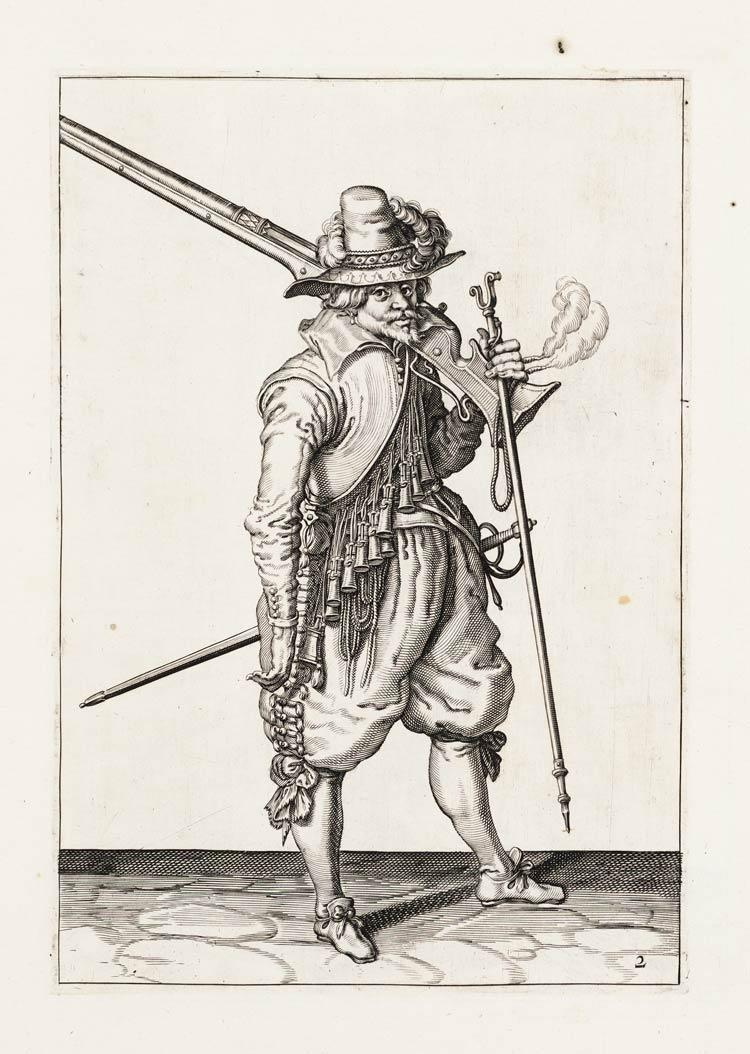
16世紀オランダ中の火縄銃マニュアル、ピルグリムが使ったのと同じタイプ

1625年、別のイングランド人集団がウェサガセットからそれ程遠くない所に前進基地を作った。現在のクインシーにあり、プリマスの北約27マイル (43 km) にあった。公式にはマウントウォラストンと呼ばれたが、メリーマウントという綽名があった。そのイングランド人の小集団の指導者トマス・モートンが、ピルグリムにとって不愉快で危険だと考えられる行動を奨励した。メリーマウントの人々は5月柱を立て、自由に飲酒し、安息日を守ることを拒否し、インディアンに武器を売った。ブラッドフォードはそれらの行動を特に問題あると考え、1628年にはスタンディッシュに遠征隊を率いて行って、モートンを逮捕するよう命令した。
スタンディッシュが一群の人々を率いてメリーマウントに到着すると、そこの小さな集団は小さな建物の中に閉じこもっていることが分かった。モートンは最終的にプリマスから来た者達を攻撃することに決めたが、メリーマウントの集団は既に飲み過ぎており武器を扱えなくなっていた。モートンは武器をスタンディッシュに向けたが、スタンディッシュがそれを取り上げた。スタンディッシュと隊員はモートンをプリマスに連れて行き、最後はイングランドに送り返した。後にモートンは『新しいイングランドのカナーン』と題する本を書き、その中でマイルス・スタンディッシュのことを「エビ大尉」と呼び、「私はマサチューセッツ族インディアンがキリスト教徒よりも人間性があることが分かった」と書いていた。

#### ペノブスコット遠征
スタンディッシュはプリマスをインディアンや他のイングランド人から守って来て、最後の意味のある遠征はフランス人に対するものだった。ペノブスコット川沿い、現在のメイン州カスタインで、フランス人が1613年に交易基地を設立した。イギリス軍が1628年にこの開拓地を占領し、それをプリマス植民地に渡した。ピルグリムにとってそこは7年の間毛皮と木材の貴重な資源だった。しかし1635年、フランスが小さな遠征を行い、容易にその開拓地を取り戻した。ウィリアム・ブラッドフォードはそこをプリマス植民地のものに取り返すべくスタンディッシュ大尉に行動するよう命じた。これはスタンディッシュがそれ以前に率いた小さな遠征に比べて、かなり大規模な任務だった。この任務を果たすために、グッドホープ号という船をチャーターし、ガーリングという者を船長にした。スタンディッシュの作戦はグッドホープ号をその交易基地から大砲の射程内に動かし、砲撃してフランス人を降伏させるものだった。ガーリングは船が射程に入るまえに砲撃開始を命じ、直ぐに船上あった弾薬を使い果たした。スタンディッシュはその作戦を諦めた。
この時までに、プリマスに隣接し、人口が増えたマサチューセッツ湾植民地が設立されていた。ブラッドフォードはボストンの植民地指導者に交易拠点を取り返すのを助けてくれるよう訴えた。しかしマサチューセッツ湾植民地は拒否した。この経過はプリマスとマサチューセッツ湾植民地の間に続いた競争関係を示している。1691年、両植民地が合併し、マサチューセッツ湾直轄植民地となった。

### ダクスベリー入植

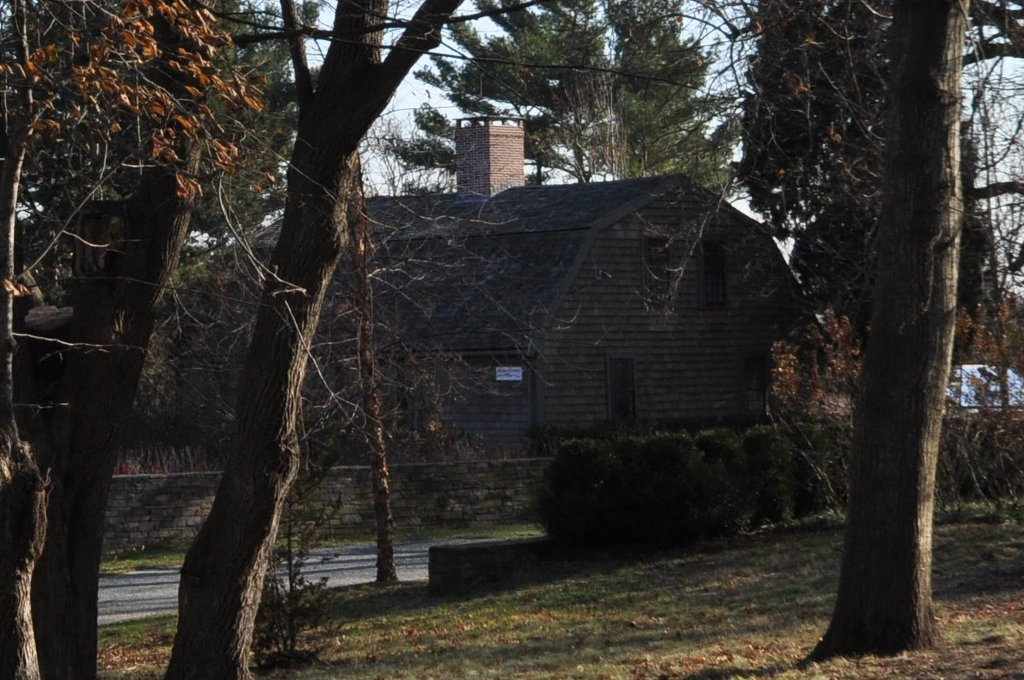
マイルス・スタンディッシュの息子アレクサンダーがダクスベリーの農園に建てた家。現在も残っている

1625年、プリマス植民地指導者がスタンディッシュに、ロンドンに旅して「マーチャント・アドベンチャラーズ」との新しい条件を交渉してくるよう指名した。もしも合意に達するならば、ピルグリムはアドベンチャラーズに対する負債を返済でき、開拓者が新しい土地を割り当てられる権利を得て、望む場所に入植できるはずだった。スタンディッシュはその交渉に成功し、1626年4月にはプリマスに戻った。プリマスが1626年に、このときはアイザック・アラートンが行った交渉も成功し、プリマスのスタンディッシュを含む指導者達がアドベンチャラーズからの植民地負債の返済を終えた。
プリマスの指導者達はマーチャント・アドベンチャラーズの指示から自由となり、1627年に土地の開発部門を組織することで新しく得られた自治権を行使した。現在のプリマス、キングストン、ダクスベリー、マーシュフィールド各町の海岸に沿って、植民地の各家族に大きな農園用地が割り付けられた。スタンディッシュは後にダクスベリーとなる場所に120エーカー (49 ha) の農園を受け取った。スタンディッシュは家を建て、1628年頃にそこに入植した。

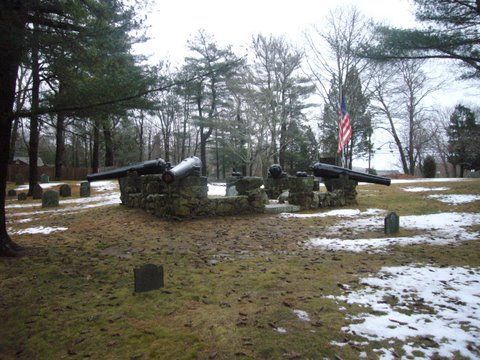
ダクスベリーのマイルス・スタンディッシュ墓地にあるスタンディッシュの墓所

1635年までに（ペノブスコット遠征の後）、スタンディッシュが静かな生活を求め、ダクスベリーの農園で家畜を飼い、畑を耕すようになったことを示す証拠がある。当時スタンディッシュは51歳であり、植民地を守る責任を若い世代に渡そうとし始めていた。1635年の植民地の記録は、スタンディッシュの直接の部下であるウィリアム・ホームズ中尉が、民兵を訓練するよう指名されたことを示している。ピクォート戦争が1637年に起こると、スタンディッシュは兵士30名の中隊を立ち上げる委員に指名されたが、戦場で中隊を率いたのはホームズだった。
ダクスベリー（ダクスボロとも呼ばれた）と呼ばれることになる土地に住む家族が、独自に教会と牧師を擁する別の町としてプリマスからの分離を要請した。この要請が1637年に認められた。歴史家のジャスティン・ウィンザーを含め、ダクスベリーという町名は、ランカシャーのチョーリーに近いダクスベリー・ホールにちなんでスタンディッシュが提案したものであり、そこはスタンディッシュ家の分家が所有していたと主張する者がいる。この名称の一致はスタンディッシュがダクスベリーの命名に関与していたことを示すものであるが、どのような経過でその名前に決定されたか記録が残っていない。

### 晩年
1640年代、スタンディッシュは次第に管理的な役割を増やしていった。道路の測量士を務め、1644年から1649年は植民地の財務官となり、新しい町の境界を定め、水路を検査する様々な委員会の委員を務めた。1642年、旧友でありスタンディッシュの家事を担当していたホバモックが死に、ダクスベリーのスタンディッシュの農園に埋葬された。
スタンディッシュは1656年10月3日、腎臓結石あるいは膀胱がんに関連することの多い有痛排尿困難で死んだ。ダクスベリーの旧埋葬地、現在のマイルス・スタンディッシュ墓地に埋葬された。

## 結婚と家族
マイルス・スタンディッシュは生涯で2度結婚した。
- ローズ・ハンドリー、1618年頃。1621年1月29日にローズは死亡[70]。最初の冬に死んだ者達と同様、プリマスのコールズヒル埋葬所に碑銘が無い墓に埋葬。コールズヒルにあるピルグリム記念墓には「ローズ、マイルス・スタンディッシュの最初の妻」と書かれている
- バーバラ[71]、1624年頃結婚。1623年にアン号またはリトルジェイムズ号でプリマスに来た。翌春スタンディッシュと結婚。スタンディッシュの最初の妻のローズと姉妹の可能性があり、そのために渡航してきたと指摘する歴史家もいる。夫妻には7人の子供が生まれた。バーバラは1659年10月6日に死んだ。墓所は不明[72]

マイルスとバーバラの子供たち
1. チャールズ (1)、1624年生まれ、1627年5月22日から1635年の間に死亡
2. アレクサンダー、1626年頃生まれ、1702年7月6日死亡。ダクスベリーのマイルス・スタンディッシュ埋葬所に埋葬。アレクサンダーはまず1660年頃にサラ・オールデンと結婚、8人の子供が生まれた。サラは1688年6月13日に死亡。サラの父はメイフラワー号に乗って来たジョン・オールデンだった。アレクサンダーは1689年までにデザイア・ホームズと再婚、3人の子供が生まれた。デザイアは1731年1月22日に死んだ。その父はメイフラワー号の乗客エドワード・ドティだった
3. ジョン、1627年頃生まれた。それ以後の記録は無い
4. マイルス、1629年頃生まれ、1661年3月20日、海上で死亡。遺体は帰らなかった。マイルスは1660年7月19日にボストンでサラ・ウィンスローと結婚したが、子供について記録は無い
5. ローラ、1631年頃生まれ、1655年または1666年3月7日死亡。未婚
6. ジョサイア、1633年頃生まれ、1690年3月19日コネチカットのプレストンで死亡。歴史的にはジョサイア・スタンディッシュ大尉と呼ばれた。墓所は不明[73]。ジョサイアはまず1654年12月19日、マーシュフィールドでメアリー・ディングレーと結婚。1655年以降にサラ・アレンと再婚、8人の子供が生まれた。サラは1690年9月16日に死亡
7. チャールズ (2)、1635年頃生まれ、1655年または1666年3月7日時点で生きていたが、それ以後の記録が無い[71][74]

## 遺産

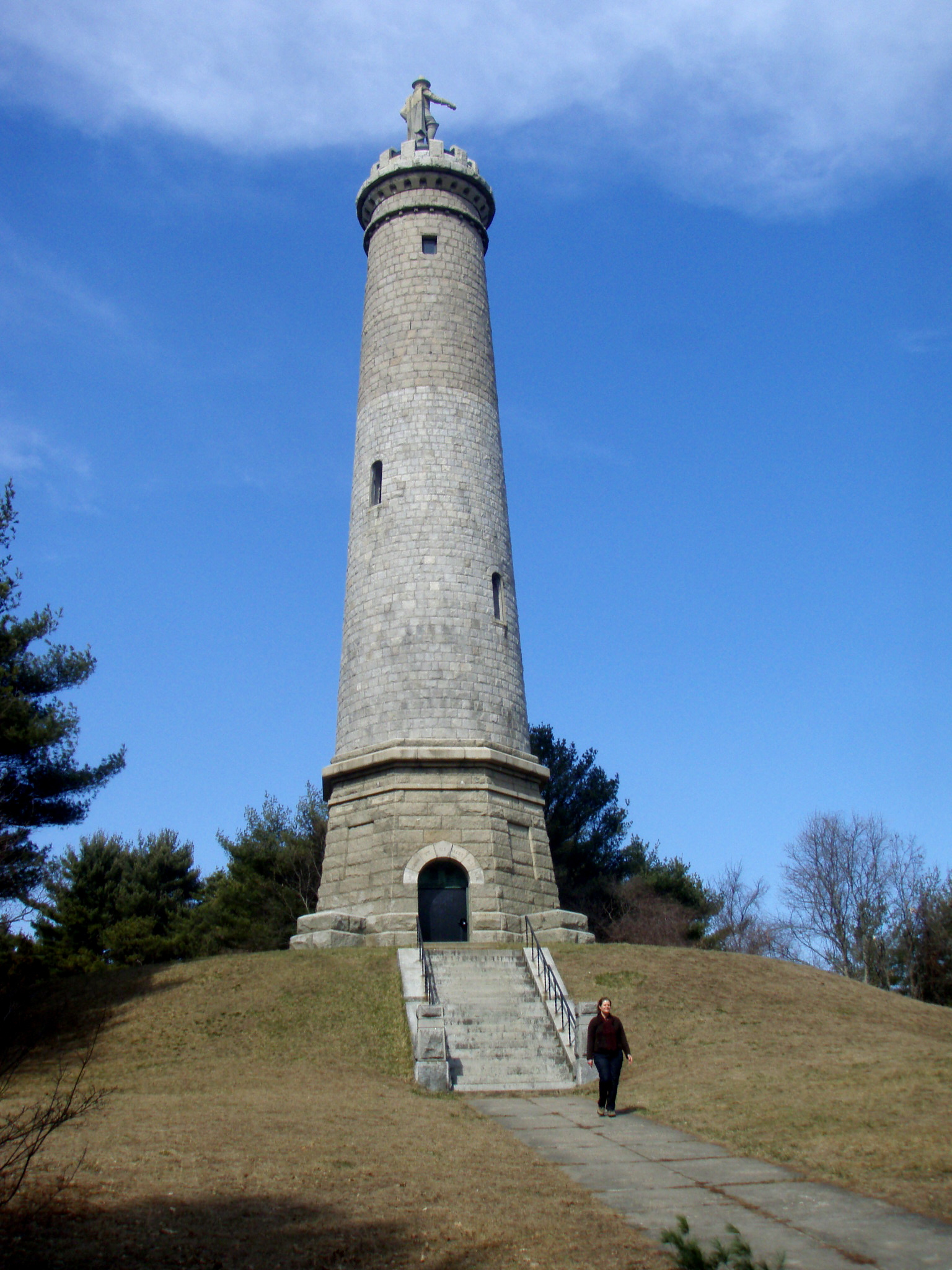
ダクスベリーにあるマイルス・スタンディッシュ記念塔

スタンディッシュのプリマス植民地を守るという史実に基づく役割は、ヘンリー・ワズワース・ロングフェローが1858年に著した物語詩『マイルス・スタンディッシュの交際』に描かれた想像上の人物像によって、かなり曖昧にされた。歴史家のチューダー・ジェンクスは、ロングフェローの本が「楽しい小さな童話以上のものと考えられるべきではなく、全体に古きプリマスの人や事項について誤解されやすい描き方をしていると見るべきである」と記した。しかし、この本はスタンディッシュをヴィクトリア期アメリカの民間英雄の座に持ち上げた。19世紀後半のダクスベリーで、この本はスタンディッシュを称える記念碑を建設する運動を生み、その副産物として町は観光に沸くことになった。
これら記念碑の中で最初のものが最大だった。その礎石は1872年にダクスベリーのマイルス・スタンディッシュ記念碑のために据えられ、その儀式には1万人の観衆が出席した。完成は1898年であり、アメリカ合衆国の記念碑としては3番目の高さだった（これより高い記念碑は、メリーランド州ボルチモアに1829年に建てられた高さ178フィート、54 m のワシントン記念碑と、ワシントンD.C.に1885年に建てられた高さ555フィート、169 m のやはりワシントン記念碑だった）。この碑の高さは116フィート (35 m) であり、スタンディッシュの高さ14フィート (4.3 m) の像が載っている。
1893年、マイルス・スタンディッシュの墓所とされる場所に2番目の小さな記念碑が建てられた.。1889年と1891年に遺骸の発掘が行われ、墓所の場所が決定された。1930年に3回目の発掘が行われ、記念碑の下の密封された部屋に遺骸を納めた。
マイルス・スタンディッシュの家があったとされる場所は、地下室があった地面に僅かなへこみがあるだけであり、現在はダクスベリー町が所有運営する小さな公園になっている。
メイン州スタンディッシュ町、さらにはミネアポリス市スタンディッシュ地区が、このスタンディッシュにちなんで名付けられた。プリマスのサキッシュネックに南北戦争の時に建てられた土盛り砦と、ボストン港のラベルズ島に1895年に建設された大きなセメント造り砦が、スタンディッシュ砦と名付けられた。どちらの砦も現在は放棄されている。マサチューセッツ州トーントン市のキャンプ・マイルス・スタンディッシュもスタンディッシュに因む命名である。
スタンディッシュが埋葬されているマイルス・スタンディッシュ埋葬地も、当然ながらスタンディッシュに因む命名である。